# Syzygium xizangense
Syzygium xizangense är en myrtenväxtart som beskrevs av Ho Tseng Chang och Ru Huai Miao. Syzygium xizangense ingår i släktet Syzygium och familjen myrtenväxter. Inga underarter finns listade i Catalogue of Life.